# Slaughter of the Soul
Slaughter of the Soul — четвертий повноформатний альбом шведського гурту At the Gates, виданий у 1995 році лейблом Earache Records. Запис матеріалу проходив з травня по липень того ж року на Studio Fredman, а продюсером релізу став Фредрік Нурдстрем. Як запрошений музикант участь у запису взяв гітарист Енді ЛаРок, що виконав соло у пісні Cold. Цей альбом став останнім повноформатним релізом гурту, який припинив своє існування аж до возз'єднання у 2007 році. «Slaughter of the Soul» вважається класикою жанру мелодійного дез-металу і на рівні з альбомам In Flames «The Jester Race» та Dark Tranquillity «The Gallery» є одним з релізів, що сформували цей стиль як такий.
Альбом неодноразово перевидавався з додаванням бонусних матеріалів. Так у 2002 році Earache Records презентували нову версію релізу з 6ма додатковими треками, серед яких був один раніше неопублікований трек, кавери пісень інших гуртів та демо-записи треків з альбому. У 2006 році світ побачило чергове перевидання, що, окрім усіх попередніх матеріалів, включало у себе бонусний DVD, що висвітлював процес створення альбому, видалені з документального фільму сцени та музичне відео на пісню Blinded by Fear. У 2008 році до всього вище перерахованого у вигляді бонусного DVD додалися вісім треків, записаних під час концерту гурту у Кракові 30 грудня 1995 року.
Створення оформлення альбому займався шведський дизайнер обкладинок та музикант Крістіан Волін.
На пісню Blinded by Fear було зроблено офіційні кавер-версії: гурт The Haunted включив її до японської версії свого подвійного диску «Live Rounds in Tokyo», а Fleshgod Apocalypse до міні-альбому «Mafia». Крім того, пісню використано у комп'ютерній грі Rock Band, де вона вважається однією з найскладніших для виконання на ударних інструментах через свій швидкий темп. Втім, Blinded by Fear був не єдиним треком, на який звернули увагу розробники відеоігор: пісня Slaughter of the Soul з'явилася у проектах Grand Theft Auto: The Lost and Damned та Tony Hawk's Proving Ground.

## Список пісень
| #   | Назва                   | Тривалість |
| --- | ----------------------- | ---------- |
| 1.  | «Blinded by Fear»       | 3:12       |
| 2.  | «Slaughter of the Soul» | 3:02       |
| 3.  | «Cold»                  | 3:27       |
| 4.  | «Under a Serpent Sun»   | 3:58       |
| 5.  | «Into the Dead Sky»     | 2:12       |
| 6.  | «Suicide Nation»        | 3:35       |
| 7.  | «World of Lies»         | 3:35       |
| 8.  | «Unto Others»           | 3:11       |
| 9.  | «Nausea»                | 2:23       |
| 10. | «Need»                  | 2:36       |
| 11. | «The Flames of the End» | 2:57       |

| Бонус-треки перевидання 2002 року | Бонус-треки перевидання 2002 року             | Бонус-треки перевидання 2002 року |
| #                                 | Назва                                         | Тривалість                        |
| --------------------------------- | --------------------------------------------- | --------------------------------- |
| 12.                               | «Legion» (кавер гурту Slaughter Lord)         | 3:54                              |
| 13.                               | «The Dying» (Не виданий раніше трек)          | 3:18                              |
| 14.                               | «Captor of Sin» (кавер гурту Slayer)          | 3:19                              |
| 15.                               | «Unto Others» (демо-запис '95 року)           | 3:06                              |
| 16.                               | «Suicide Nation» (демо-запис '95 року)        | 3:22                              |
| 17.                               | «Bister Verklighet» (кавер гурту No Security) | 1:55                              |

| Додаткові матеріали перевидання 2006 року | Додаткові матеріали перевидання 2006 року                | Додаткові матеріали перевидання 2006 року |
| #                                         | Назва                                                    | Тривалість                                |
| ----------------------------------------- | -------------------------------------------------------- | ----------------------------------------- |
| 1.                                        | «Making of Slaughter of the Soul» (документальний фільм) | 34:19                                     |
| 2.                                        | «Making of Slaughter of the Soul» (видалені сцени)       | 7:57                                      |
| 3.                                        | «Blinded by Fear» (відеокліп)                            | 3:00                                      |

| Додаткові матеріали перевидання 2008 року | Додаткові матеріали перевидання 2008 року | Додаткові матеріали перевидання 2008 року |
| #                                         | Назва                                     | Тривалість                                |
| ----------------------------------------- | ----------------------------------------- | ----------------------------------------- |
| 1.                                        | «Terminal Spirit Disease» (наживо)        | 4:16                                      |
| 2.                                        | «Cold» (наживо)                           | 3:10                                      |
| 3.                                        | «The Swarm» (наживо)                      | 2:58                                      |
| 4.                                        | «Blinded by Fear» (наживо)                | 3:02                                      |
| 5.                                        | «Nausea» (наживо)                         | 2:32                                      |
| 6.                                        | «Forever Blind» (наживо)                  | 3:58                                      |
| 7.                                        | «Need» (наживо)                           | 2:38                                      |
| 8.                                        | «Kingdom Gone» (наживо)                   | 5:28                                      |

## Склад гурту
Учасники колективу
- Томас Ліндберг — вокал
- Мартін Ларссон — гітара
- Андерс Бйорлер — гітара
- Юнас Бйорлер — бас-гітара
- Адріан Ерландссон — ударні

Запрошені музиканти
- Енді ЛаРок — гітара (соло у пісні Cold)